# Сандеман, Роберт
Роберт Сандеман (англ. Robert Sandeman; 25 февраля 1835, Перт, Перт-энд-Кинросс — 29 января 1892, Бела, Британская Индия) — офицер Британской Индийской армии и колониальный администратор. Был известен политической деятельностью в Белуджистане, где ввел систему «умиротворения племён», которая просуществовала до раздела Британской Индии в 1947 году.

## Биография
Родился 25 февраля 1835 года в семье генерала Роберта Тернбулла Сандемана. Получил образование в Перте и Сент-Эндрюсском университете и поступил на службу в 33-й бенгальский пехотный полк в 1856 году. Когда этот полк был разоружен в Филлоре генералом Джоном Николсоном во время Восстания сипаев 1857 года, то Роберт Сандеман принял участие в осаде Лакхнау в звании адъютанта. После подавления мятежа был назначен в комиссию Пенджаба сэром Джоном Лоуренсом.
В 1866 году был назначен государственным служащим в округе Дера-Гази-Хане и впервые продемонстрировал способность договариваться с белуджскими племенами. Стал первым, кто прорвался через систему закрытых границ лорда Джона Лоуренса, распространив британское влияние на независимые племена за пределами границы. Его политика сработала превосходно благодаря его умению найти подход к населяющим территорию племенам.
В феврале 1871 года на конференции в Митханкоте между правительствами провинций Пенджаб и Синд ему был предоставлен политический контроль над племенами марри, бугти и мазари на Сулейманских холмах.
В 1876 году с помощью набоба Бакш-хана Мазари из Роджхана подписал Калатский мирный договор с ханом Калата, который впоследствии регулировал отношения между Калатом и правительством Британской Индии. В 1876 году подписал договор с ханом Калата о передаче управления стратегически важным городом Кветта — Великобритании. В 1877 году стал агентом генерал-губернатора Белуджистана и занимал эту должность до своей смерти.
Ввел новаторскую систему умиротворения племен в Белуджистане, неофициально получившую название «сандеманизация», которая действовала с 1877 по 1947 год. Оказывал финансовую помощь вождям племен, которые осуществляли контроль над территорией, и использовал военную помощь им только в случае необходимости. Однако правительство Индии в целом выступало против его методов политики и отказывалось разрешить ему действовать на территории Северо-Западной пограничной провинции. Историки обсуждают его роль и эффективность в преимущественно мирном распространении имперского влияния.
Во время Второй англо-афганской войны в 1878 году влияние Роберта Сандемана на племена было чрезвычайно важным, так как оно позволяло ему сохранять нетронутыми коммуникации с Кандагаром и контролировать племена после поражения британцев в битве при Майванде. В 1889 г. он занял долину Жоб, стратегическую локацию, открывшее перевал Гомал через Вазиристан для движения караванов. Система Сандемана не так хорошо подходила пуштунам, как их соседям-белуджам. В Белуджистане он был миротворцем и успешным администратором, превратившим регион из состояния полной анархии в провинцию, столь же подконтрольную, как и любая другая в Британской Индии.
29 января 1892 года скончался в Беле, административном центре княжества Лас Бела. Его племянником от сестры Джулии был Уолтер Мэсси-Грин, который стал членом кабинета министров Австралии.